# Праисторијске градине (Белаћевац)
Праисторијске градине  су археолошки локалитет који се налази у месту Белаћевац, на јужним обронцима Чичавице, општина Косово Поље. У питању је праисторијско утврђено насеље које се датује у 5. век п. н. е., утврђено сухозидом од ломљеног камена и широким ровом. Претпоставља се да дебљи кутлурни слој које формиран због конфигурације терена.